# Anton von Pitreich
Anton von Pitreich (20. října 1838 Lublaň – 24. července 1907 Klagenfurt) byl rakousko-uherský generál. V c. k. armádě sloužil od roku 1858 a v mládí se zúčastnil několika válečných konfliktů. Později sloužil několik let mimo jiné v Čechách a uplatnil se jako štábní důstojník. Svou kariéru završil v hodnosti polního zbrojmistra jako prezident Nejvyššího vojenského soudního dvora (1898–1903). Jeho mladší bratr Heinrich von Pitreich (1841–1920) byl také generálem a v letech 1902–1906 rakousko-uherským ministrem války.

## Životopis
Pocházel z rakouské úřednické rodiny povýšené v roce 1769 do šlechtického stavu, narodil se jako starší syn právníka a soudce Vinzenze Pitreicha (1798–1869). Studoval na Tereziánské vojenské akademii ve Vídeňském Novém Městě a do armády vstoupil v roce 1858 jako poručík k 37. pěšímu pluku. Bojoval ve válce se Sardinií (1859) a zúčastnil se také prusko-rakouské války (1866). Mezitím postupoval v hodnostech (kapitán 1864, major 1871). Působil mimo jiné u železničního odboru na generálním štábu, později sloužil u 36. pěšího pluku v Praze. V roce 1876 byl povýšen na podplukovníka a během okupace Bosny a Hercegoviny v roce 1878 měl na starost zajišťování komunikací. V roce 1879 dosáhl hodnosti plukovníka a stal se ředitelem železničního odboru generálního štábu. V této funkci se mimo jiné zasloužil o výstavbu železnic v Bosně a Hercegovině.
V roce 1885 byl povýšen do hodnosti generálmajora a převzal velení 57. pěší brigády v Terezíně (1885–1890). V roce 1890 dosáhl hodnosti polního podmaršála a stal se velitelem 36. pěší divize v Záhřebu, od roku 1895 byl zástupcem velitele 2. armádního sboru ve Vídni. V roce 1897 byl jmenován prezidentem Vrchního vojenského soudu a nakonec byl v letech 1898–1903 prezidentem Nejvyššího vojenského soudního dvora (Oberster Militär-Gerichtshof). V roce 1898 obdržel čestnou hodnost polního zbrojmistra a k datu 1. října 1903 byl penzionován.

## Tituly a ocenění
Během vojenské služby získal řadu vyznamenání. Byl rytířem Leopoldova řádu a nositelem Řádu železné koruny III. třídy, dále držitelem Vojenského záslužného kříže a Vojenské záslužné medaile. Jako prezident Vrchního vojenského soudu obdržel titul c. k. tajného rady s nárokem na oslovení Excelence (1897) a o rok později byl dekorován velkokřížem Řádu Františka Josefa (1898). Několik vyznamenání získal také od zahraničních panovníků, byl rytířem pruského Řádu červené orlice a nositelem Řádu pruské koruny I. třídy, dále obdržel komandérský kříž dánského Danebrožského řádu.

## Rodina
Jeho syn Anton (1870–1939) sloužil také v armádě a za první světové války dosáhl hodnosti generálmajora (1918).
Antonův mladší bratr Heinrich von Pitreich (1841–1920) byl také rakousko-uherským generálem a v letech 1902–1906 ministrem války. Nejmladší z bratrů August von Pitreich (1855–1934) byl právníkem a prezidentem zemského soudu ve Štýrském Hradci. V další generaci sloužili také jejich potomci, Heinrichův syn Maximilian (1877–1945) byl c. k. plukovníkem, později sloužil v rakouské armádě a nakonec byl důstojníkem wehrmachtu. Augustův syn August (1881–1960) dosáhl v rakouské armádě hodnosti generálmajora a za druhé světové války byl jako štábní důstojník přidělen k úřadu říšského protektora v Praze.